# Referéndum constitucional de Haití de 1964
El 14 de junio de 1964 se celebró un referéndum constitucional en Haití. La nueva constitución nombró al Presidente François Duvalier como Presidente vitalicio, con poder absoluto y derecho a nombrar a su sucesor. También cambió la bandera del país de azul y rojo a negro y rojo, simbolizando el color negro los vínculos del país con África.
El referéndum fue manipulado, estando casi todas las papeletas ya marcadas con la opción sí, no habiendo además límite de cuántas veces podría votar cada persona. Un total de 2.8 millones de personas votaron a favor de la propuesta y solo 3.234 en contra. La Asamblea Nacional aprobó la votación el 21 de junio y Duvalier juró como Presidente vitalicio de Haití el día siguiente.

## Resultados
| Opción | Votos     | %     |
| ------ | --------- | ----- |
| Si     | 2,800,000 | 99.9% |
| No     | 3,234     | 0.1%  |